# Janowice Raczyckie
Janowice Raczyckie – wieś w Polsce położona w województwie świętokrzyskim, w powiecie buskim, w gminie Gnojno.
| SIMC    | Nazwa    | Rodzaj    |
| ------- | -------- | --------- |
| 0238285 | Pytlówka | część wsi |

W latach 1975–1998 miejscowość administracyjnie należała do województwa kieleckiego.